# Минто (езеро)
Езеро Минто (на английски: Lake Minto; на френски: Lac Minto, на инуктитут Кюасигиалик – в превод „където се връщат тюлените“) е 7-о по големина езеро в провинция Квебек. Площта му, заедно с островите в него е 761 км2, която му отрежда 54-то място сред езерата на Канада. Площта само на водното огледало без островите е 703 км2. Надморската височина на водата е 168 м.
Езерото се намира в северната част на провинцията, в югозападната част на полуостров Унгава (северната част на полуостров Лабрадор), на 60 км източно от бреговете на Хъдсъновия залив. Максимална дълбочина 168 м. Езерото Минто се простира от югозапад на североизток на 81 км, а максималната му ширина е 21 км, със силно разчленена брегова линия с множество ръкави, заливи и острови (площ 58 км2). Годишното колебание на нивото на водата е 1,09 м. От ноември до юли е покрито с дебела ледена кора.
От североизточния ъгъл на езерото изтича река Фьой (Лийф), течаща на североизток и влеваща се в залива Унгава.
Бреговете на езерото и островите в него за първи път са детайлно заснети, проучени и картирани през 1898 г. от канадския топограф Албърт Питър Лоу, който наименува езерото в чест на 8-ия генерал-губернатор (1898-1904) на Канада Гилбърт Елиот Мъри Кининмонд, 4-ти граф Минто (1845-1914).